# جيم مارتن (لاعب كرة قدم أمريكية)
جيم مارتن (بالإنجليزية: Jim Martin)‏ هو لاعب كرة قدم أمريكية أمريكي، ولد في 8 أبريل 1924 في كليفلاند في الولايات المتحدة، وتوفي في 9 أكتوبر 2002 في ويلدومار في الولايات المتحدة.

## وصلات خارجية
- جيم مارتن على موقع مرجع كرة القدم المحترفة.كوم (الإنجليزية)